# Charaxes andranodorus
Charaxes andranodorus är en fjärilsart som beskrevs av Paul Mabille 1884. Charaxes andranodorus ingår i släktet Charaxes och familjen praktfjärilar. Inga underarter finns listade i Catalogue of Life.